# Hotel de les Quatre Nacions
L'Hotel de les Quatre Nacions és un conjunt arquitectònic situat a la la Rambla de Barcelona, catalogat com a bé cultural d'interès local. Inclou el Passatge de Bacardí, espai cobert apte exclusivament per vianants, que s'obre al núm. 42 i duu a la plaça Reial.

## Història

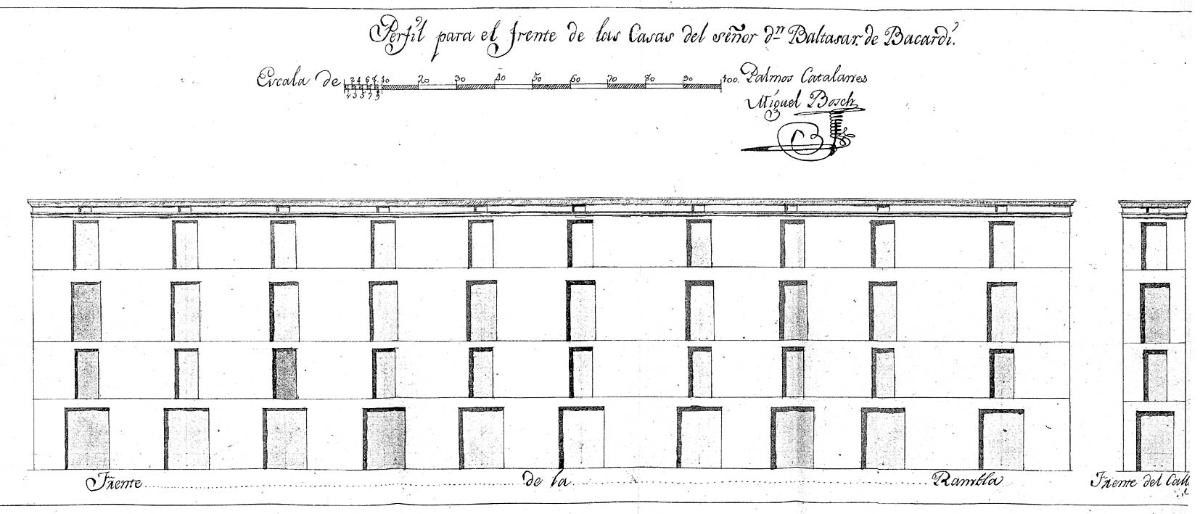
Façana de l'Hostal (Fonda) de les Quatre Nacions. Miquel Bosch (1798)

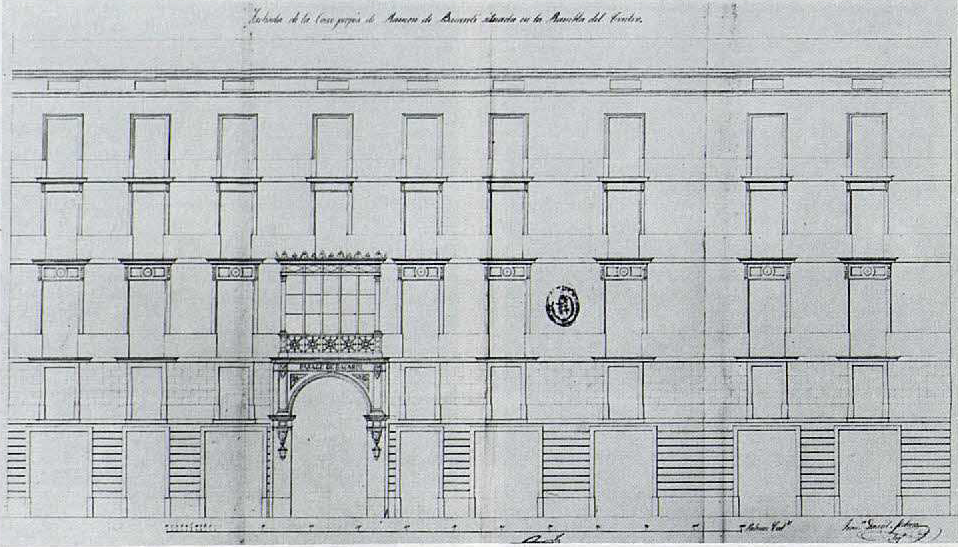
Projecte de reforma i remunta. Francesc Daniel Molina (1854)

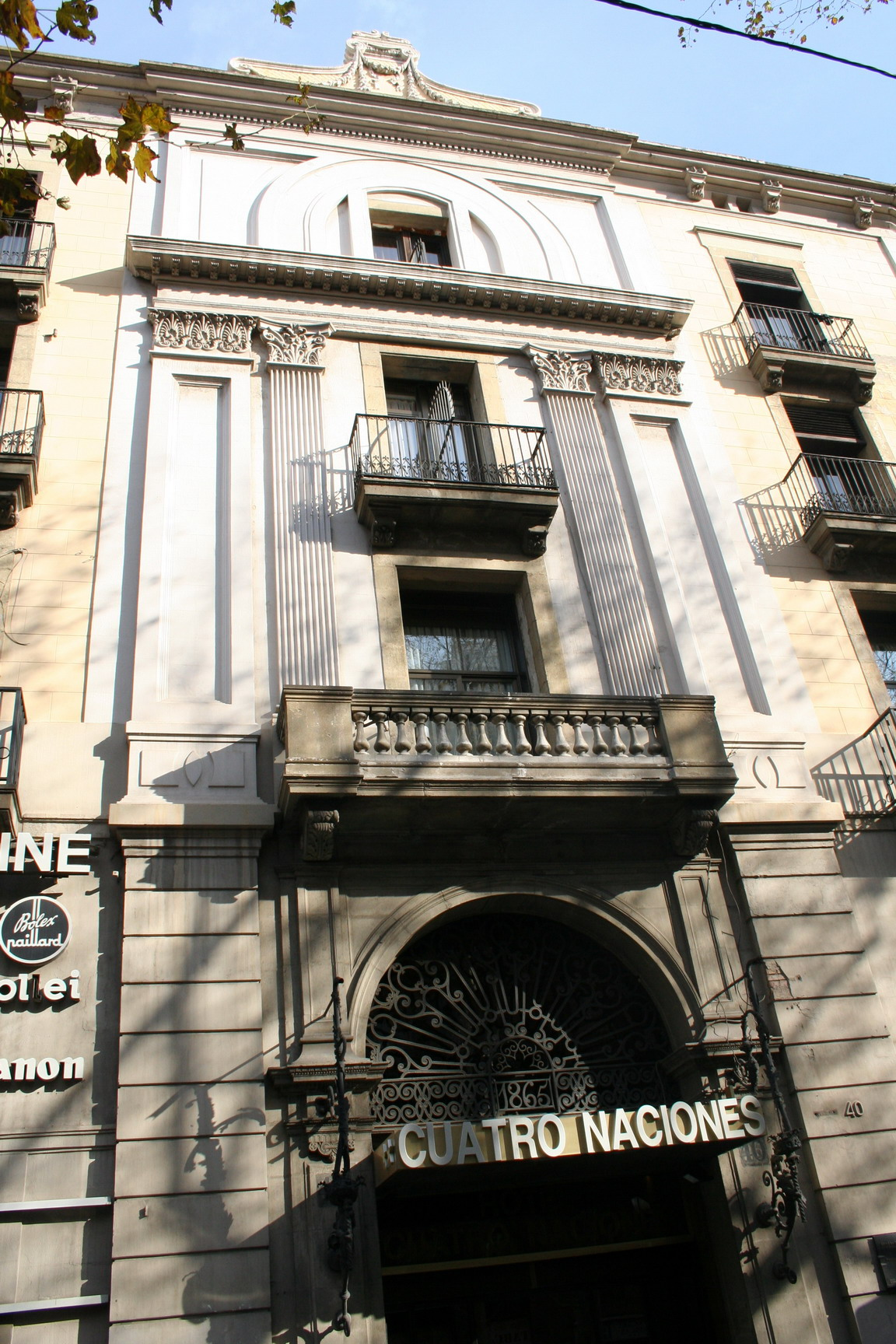
Portal de l'hotel (Rambla, 40)

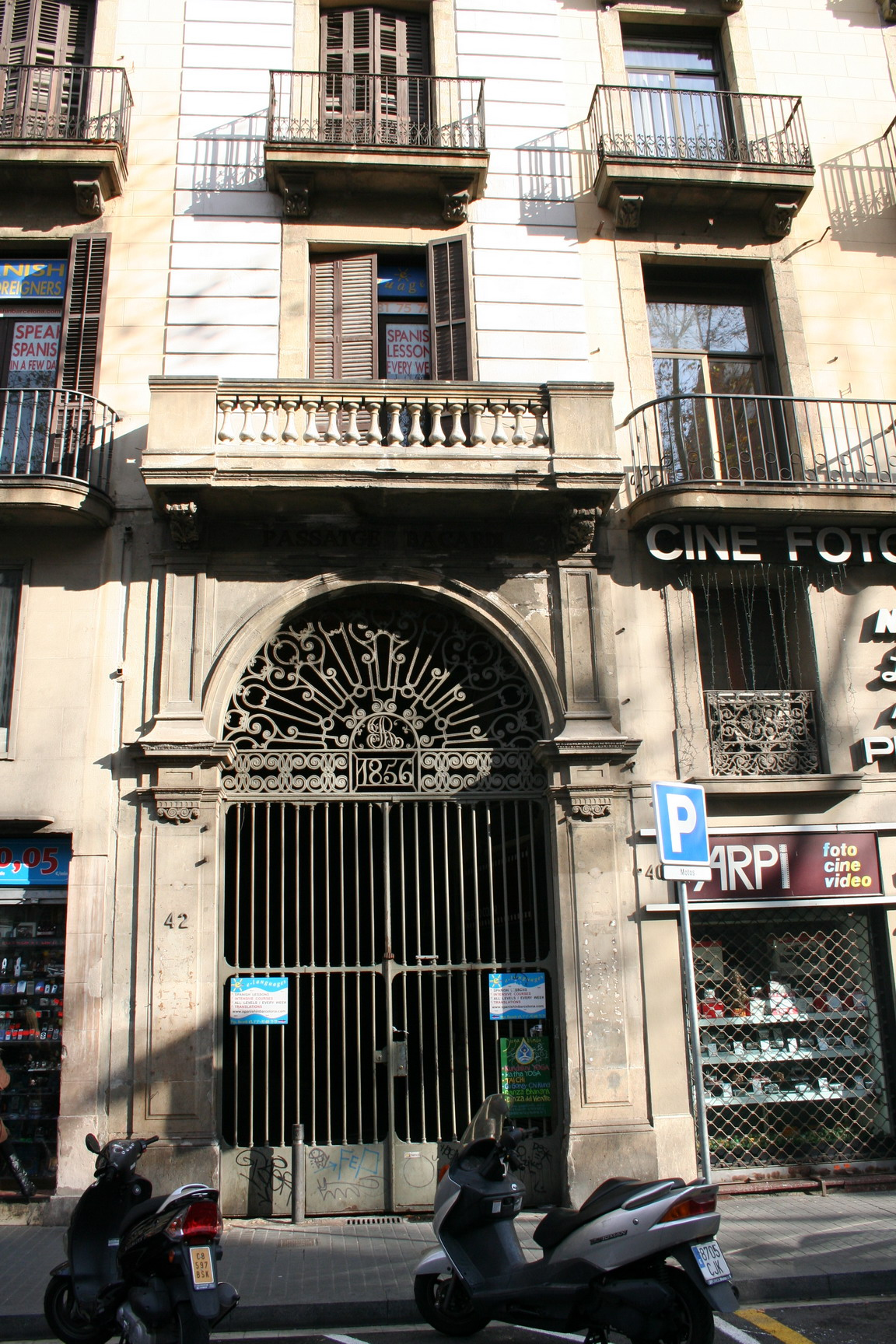
Portal del passatge (Rambla, 42)

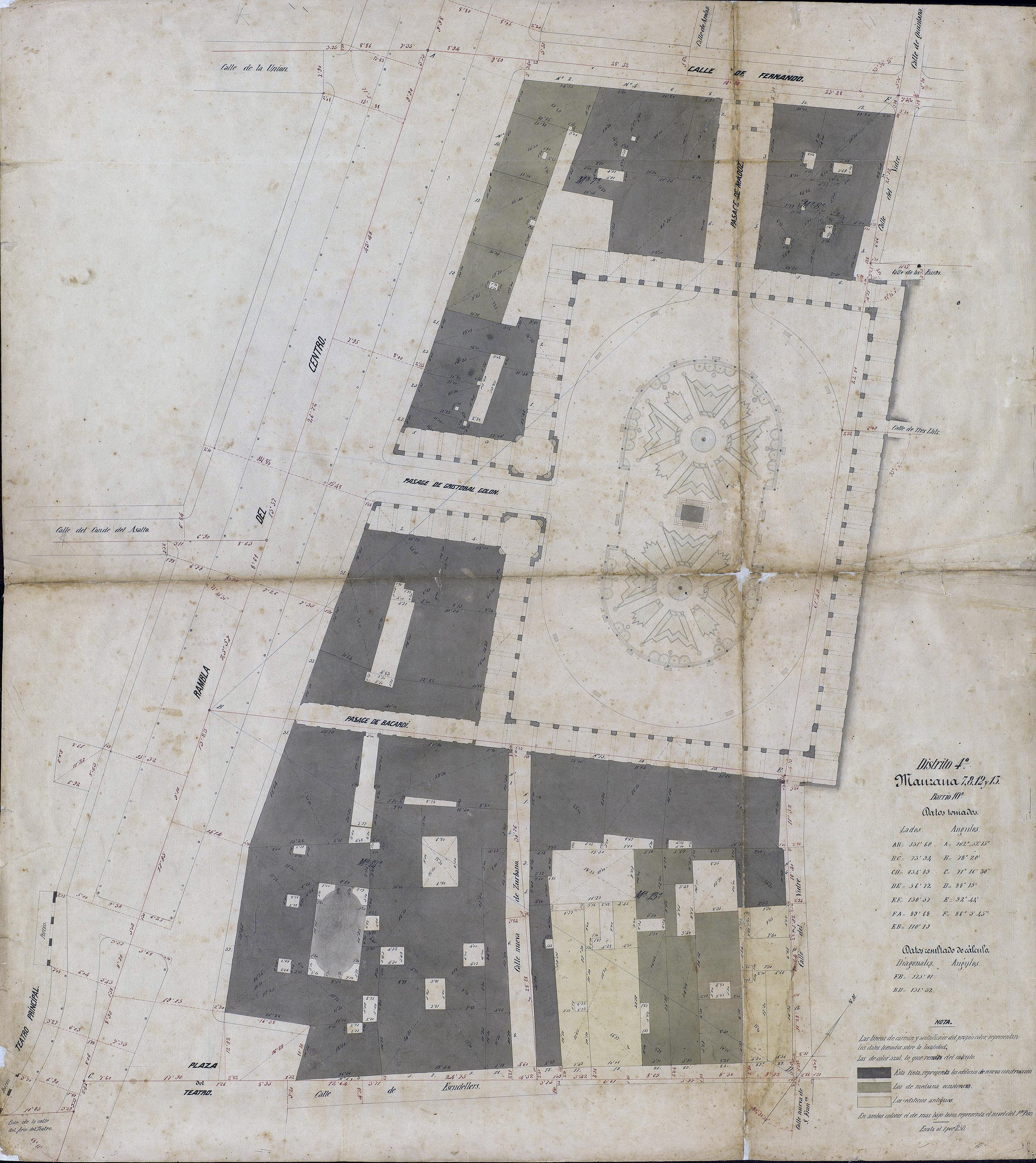
Quarteró núm. 116 de Garriga i Roca (c. 1860)

El 1798, Baltasar de Bacardí i Tomba (1752-1821), fill del comerciant ennoblit Baltasar de Bacardí i Clavell (†1798), va demanar permís per a construir un edifici de planta, baixa i entresol i dos pisos a la Rambla, segons el projecte del mestre de cases Miquel Bosch, on va establir una fonda. El 1846, el seu fill Ramon de Bacardí i Cuyàs (1791-1866) va ampliar la propietat amb l'adquisició d'una casa situada entre la Rambla i el carreró del Llorer, i el 1848 va demanar permís per a construir-hi un nou edifici segons el projecte de l'arquitecte Francesc Daniel Molina (actual núm. 38).
El 1854, el mateix Molina va ser l'encarregat de reformar el vell hostal amb la remunta d'un pis i l'obertura del passatge que duu el nom del propietari (actuals núms. 40-42), que poc després de la seva finalització, va acollir diversos establiments comercials: el 1858 es va obrir la confiteria La Dulce Alianza, i tot seguit, la camiseria Bel, el magatzem de partitures de Manel Salvat, la perfumeria Vives, la fàbrica de llits i bàscules de Tomàs Rosal o l'editorial de Rafael Guàrdia; tocant a la plaça Reial hi havia la camiseria A la Abeja i les oficines de la Companyia Ferroviaria de Montblanc a Reus. El 1864, Molina va projectar una nova reforma a l'edifici del núm. 40 per tal d'unificar-lo formalment amb el del núm. 38. A la reixa sobre el portal apareix la data de 1865.

## Descripció
L'accés des de la Rambla es produeix per un portal resolt amb arc de mig punt. El portal està flanquejat per dues pilastres d'escàs relleu que s'alcen fins a l'alçada de l'inici de l'arc. A aquesta alçada s'hi emplacen sengles impostes de les que es reinicien novament les pilastres fins a arribar a les mènsules de la balconada situada just sobre l'entrada al passatge. La porta pot ser tancada mitjançant una reixa de ferro forjat de la qual la part de l'arc és fixa i ornada amb motius geomètrics radials que surten d'un medalló central amb la lletra R i, a sota, l'any 1856. La part de la porta disposa de dues fulles amb austers barrots verticals. L'accés des de la plaça Reial es realitza des d'un portal similar si bé de factura una mica menys elaborada. Ja a dins, el passatge compta amb dos trams diferenciats per la seva coberta. El tram més pròxim a la Rambla està cobert a l'altura del sostre de l'entresòl per un embigat paral·lel al carrer que suporta l'edifici superior; en canvi, la meitat més pròxima a la plaça Reial està coberta per un envidriat a l'alçada de la coberta que dona llum a tot l'espai.
Els baixos i les finestres dels entresòls situats a banda i banda al llarg del passatge presenten una uniformitat que donen coherència al conjunt. Totes les portes de comerç i la finestra de l'entresòl situada al seu damunt segueixen un patró que es repeteix al llarg de l'espai. Cada obertura comercial i la finestra de l'entresòl estan flanquejats per sengles pilastres amb una basa de més volum que la resta de l'element, un fust amb el tram inferior amb solcs verticals i el superior llis, amb un únic rectangle en relleu, coronat per un capitell jònic. A aquesta alçada dos escultures de nens suporten el guardapols que cobreix la finestra. Entre la finestra i la porta inferior hi ha l'espai en què originalment aniria el nom del comerç. Les baranes de les finestres són de ferro forjat.
Un dels elements més destacables d'aquest passatge és la galeria que la travessa en paral·lel al carrer a mitjana alçada del recorregut. Està fabricada amb estructura de ferro, de la que destaquen unes elaborades mènsules i totalment envidriada.